# Josep Narcís Roca i Farreras
Josep-Narcís Roca i Farreras (Barcelona, 27 de novembre de 1834 - Barcelona, 29 d'octubre de 1891) fou un dels teòrics del catalanisme republicà d'esquerres. Estudià medicina a Madrid, i allí col·laborà a la revista La República Ibérica. Fou també col·laborador de La Renaixença. El Federalista, La Publicidad, El Diluvio, L'Arc de Sant Martí i Revista de Gerona, on va escriure sobre l'art de Girona. També fou membre de l'Academia Medico-Farmacèutica i soci honorari del Col·legi de Farmacèutics de Barcelona.
Defensà el republicanisme federalista, i des d'ell proposà un catalanisme des d'una perspectiva anticonservadora, que defensava el catalanisme progressiu enfront del catalanisme conservador, que considerava un intent de manipulació de les classes dominants per mantenir llur situació privilegiada. A causa de l'article Dos procediments per a l'emancipació (1878) fou acusat de delito de rebelión por medio de la imprenta i fou posat fora de la llei. El 1886 es va dictar una nova ordre de presó contra ell per l'article Ni espanyols ni francesos i hagué d'anar a tribunals. L'abril de 1886 també va redactar i encapçalar les 6.000 firmes del famós Missatge d'Adhesió al Poble Irlandès que fou publicat a L'Arc de Sant Martí i enviat a Charles Stewart Parnell, líder nacionalista irlandès. Darrerament ha estat reivindicat ideològicament per l'independentisme d'esquerres.

## Obres
- El catalanismo progresivo (1871)
- Cataluña y la Federación (1872)
- La Inmortal Gerona (1885).
- Galería de Catalanes Ilustres (1894), pòstuma, acabada per Josep Coroleu